# Jenő Doby
Jenő Doby (Košice, 4 settembre 1834 – Porto Re, 1º luglio 1907) è stato un pittore, incisore e grafico ungherese.

## Lavori selezionati
- A kassai Szent Mihály-kápolna (1863)
- Henszlmann Imre arcképe
- A Magyar Tudományos Akadémia
- Miszlókai parasztasszonyok
- Sámson és Delila (laŭ Antoon van Dyck, 1894)
- Gróf Andrássy Gyula arcképe (1895)
- Önarckép- (autoritratto) (1902)
- A művész feleségének képmása (1905)
- A zentai csata (di Eduard von Engerth, 1873)
- Ritratto di Ignác Semmelweis